# アサバスカ諸語
アサバスカ諸語（Athabaskan languages）は、北アメリカ西部（カナダおよびアメリカ合衆国）に住むアメリカ先住民の言語。デネ諸語ともいう。ナ・デネ語族に属し、同語族の中で特に大きいグループである。またイヤック語（死語）とまとめてアサバスカ・イヤック諸語と呼ばれることもある。話者数の多い言語としてはナバホ語がある。
アサバスカ諸語は次の三つのグループに分けられる。
- 北部アサバスカ諸語（英語版）（Northern Athabaskan）- アラスカ、カナダ西部
- 太平洋岸アサバスカ諸語（英語版）（Pacific Coast Athabaskan）- オレゴン、カリフォルニア
- 南部アサバスカ諸語（英語版）（アパッチ諸語、Southern Athabaskan/Apachean）- アリゾナ、ニューメキシコ等、合衆国南西部：ナバホ語などを含む。

文法的には、動詞に多数の接辞がつく複総合的言語である。また他のナ・デネ語族とも共通の特徴として、動詞の接頭辞である"Classifier"（類別詞）があり、これは動詞が表す動作等の種類や、態や結合価などを表す。
アサバスカという名称はアサバスカ湖の名にちなむが、この地名はクリー語（アルゴンキン語族）に由来し、アサバスカ諸語とは関係ない。デネあるいはディネ（Dene）はアサバスカ諸語での自称である。